# La noche corta
La noche corta fue una película planeada por el director británico Alfred Hitchcock.
El proyecto se anunció originalmente a fines de la década de 1960 en el momento en que Topaz y Hitchcock buscaban ubicaciones en Finlandia. Un thriller de suspenso romántico con elementos de espionaje, el guion se basó tanto en una novela del mismo título de Ronald Kirkbride como en el libro de no ficción que documenta el caso del agente doble de la vida real George Blake titulado The Springing of George Blake de Sean Bourke, los derechos cinematográficos de ambos adquiridos por Hitchcock.

## Trama
Gavin Brand, un agente doble, ha escapado de la prisión de Wormwood Scrubs en Londres. Un estadounidense llamado Joe Bailey, hermano de una de las víctimas de Brand, es llamado por la CIA para matar a Brand y encontrar a su familia. El objetivo, tal como lo expresó el jefe de la CIA, Zelfand, es "encontrar a la esposa y los niños, encontrar al esposo". Bailey acepta a regañadientes la tarea de matar a Brand y finalmente rastrea a la familia de Brand hasta una isla privada cerca de Savonlinna en Finlandia, donde son vigilados por Hilda y Olga, dos cuidadoras soviéticas. Bailey y la esposa de Brand, Carla, desarrollan un romance mientras él espera pacientemente a que Brand aparezca. Después de consumar su amor, Brand llega e intenta matar tanto a Bailey como a Carla, lo que la lleva a quedar atrapada en un tanque estilo gas sauna. Bailey rescata a Carla y, con la ayuda de un oficial de policía finlandés, intentan evitar que Brand llegue a la frontera entre Finlandia y la Unión Soviética en un tren con sus hijos secuestrados.

## Producción
Hitchcock encargó guiones a James Costigan y a su frecuente colaborador Ernest Lehman, quienes escribieron varios borradores. El borrador del guion de David Freeman, reproducido en el libro de Freeman Los últimos días de Alfred Hitchcock, tiene lugar después de la fuga de prisión de Gavin Brand (la versión del guion de Blake).
Hitchcock, comparando sus intenciones para el proyecto con Notorious, consideró a Walter Matthau, una vez estrella invitada en Alfred Hitchcock Presents, para el papel de Brand. Según los informes, también le ofreció el mismo papel a Ed Lauter, quien apareció en Family Plot, así como a Sean Connery, Clint Eastwood y Steve McQueen. La estrella de cine internacional francesa Catherine Deneuve y la estrella noruega Liv Ullmann fueron consideradas para el papel principal femenino. La película iba a ser filmada en locaciones de Finlandia. Debido a la mala salud del director, Universal Pictures canceló el proyecto en 1979, y la película nunca pasó de la etapa inicial de preproducción con socios de Hitchcock como Norman Lloyd, Henry Bumstead y Robert F. Boyle activamente involucrados.
- Lista de proyeos de Alfred Hitchcock no producidos